# 圣马丁代努瓦耶
圣马丹德努瓦耶（法語：Saint-Martin-des-Noyers，法語發音：[sɛ̃ maʁtɛ̃ de nwaje]）是法国卢瓦尔河地区大区旺代省的一个市镇，位于该省中部偏东，属于永河畔拉罗什区。

## 地理
圣马丹德努瓦耶（46°43'18"N, 1°10'42"W）面积41.74 平方千米，位于法国卢瓦尔河地区大区旺代省，该省份为法国西部沿海省份，北起大西洋卢瓦尔省和曼恩-卢瓦尔省，西临大西洋，南至滨海夏朗德省，东部及东南部与德塞夫勒省接壤。
与圣马丹德努瓦耶接壤的市镇（或旧市镇、城区）包括：拉谢兹勒维孔特、埃萨尔昂博卡日、拉费里耶尔、富日雷、拉梅拉蒂耶尔、圣塞西尔、圣伊莱尔勒武伊、莱塞萨尔。
圣马丹德努瓦耶的时区为UTC+01:00、UTC+02:00（夏令时）。

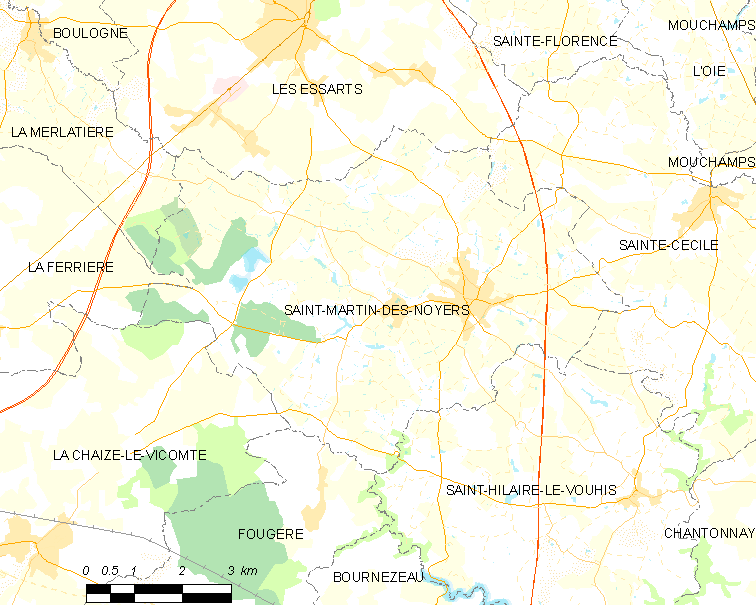
圣马丹德努瓦耶的OSM定位图

## 行政
圣马丹德努瓦耶的邮政编码为85140，INSEE市镇编码为85246。

## 政治
圣马丹德努瓦耶所属的省级选区为尚托奈县。

## 人口

1962-2008年间圣马丹德努瓦耶人口变化图示

圣马丹德努瓦耶于2022年1月1日时的人口数量为2540人。